# 알레모아테리움
알레모아테리움(Alemoatherium)은 트라이아스기 후기 지금의 브라질에 살았던 키노돈트이다. 알레모아테리움 후에브네리(A. huebneri)라는 단일 종을 포함하고 있으며, 앙구스틴 마티넬리(Augustin Martinelli)와 그의 동료들이 발견하였다. 발견지는 산타 마리아 층(Santa Maria Formation)이다. 알레모아테리움은 산타 마리아 층 지역에서 흔한 단궁류였으며 칼날처럼 생긴 모양의 송곳니는 드로마테리움(Dromatherium)의 송곳니와 많은 유사점이 있다.